# Ivan Vicelich
Ivan Vicelich (ur. 3 września 1976 w Auckland) – nowozelandzki piłkarz występujący na pozycji obrońcy lub pomocnika.

## Kariera klubowa
Vicelich zawodową karierę rozpoczynał w sezonie 1994 w klubie Waitakere City. W debiutanckim sezonie został wybrany Nowozelandzkim Młodym Piłkarzem Roku. W 1995 oraz 1996 roku zdobył z klubem mistrzostwo Nowej Zelandii. W 1997 roku przeszedł do Central United, z którym w 1999 roku wygrał mistrzostwo Nowej Zelandii. W tym samym roku odszedł do Football Kingz Auckland. Grał tam przez półtora roku. W tym czasie rozegrał tam 46 ligowych spotkań i zdobył w nich 6 bramek.
W styczniu 2001 roku przeszedł do holenderskiej Rody Kerkrade. W Eredivisie zadebiutował 17 marca 2001 w wygranym 3:1 meczu z De Graafschap. Pierwszego gola w trakcie gry w Eredivisie strzelił 26 stycznia 2002 w wygranym 2:1 pojedynku z FC Twente. Przez pierwsze dwa sezony Vicelich pełnił rolę rezerwowego w Rodzie, a jej podstawowym graczem stał się od początku sezonu 2002/2003. W sumie spędził tam sześć sezonów. W tym czasie zagrał tam w 129 ligowych meczach i zdobył w nich 14 bramek.
W lipcu 2006 przeszedł do RKC Waalwijk, również występującego w Eredivisie. Pierwszy ligowy mecz w jego barach zaliczył 20 sierpnia 2006 przeciwko Ajaxowi Amsterdam (0:5). W sezonie 2006/2007 zajął z klubem 17. miejsce w lidze i po przegranych barażach spadł z nim do drugiej ligi. W lipcu 2008 powrócił do Nowej Zelandii, gdzie podpisał kontrakt z Auckland City. W sezonie 2008/2009 zdobył z nim mistrzostwo Nowej Zelandii oraz Klubowe Mistrzostwo Oceanii.

## Kariera reprezentacyjna
W reprezentacji Nowej Zelandii Vicelich zadebiutował 25 czerwca 1995 w przegranym 0:7 meczu z Urugwajem. Był uczestnikiem trzech Pucharów Konfederacji (1999, 2003, 2009), jednak każdy z nich kończył wraz z zespołem na fazie grupowej. Brał także udział w eliminacjach do Mistrzostw Świata 1998, 2002 oraz 2006, jednak jego reprezentacja na żadne nie awansowała. Wraz z zespołem Vicelich wygrał oceańskie eliminacje do Mistrzostw Świata 2010 i zagrał z nim w barażu o awans na mundial.